# Жан-Фредерік Шапюї
Жан-Фредері́к Шапюї́ (фр. Jean-Frédéric Chapuis; нар. 2 березня 1989, Бур-Сен-Морис, Франція) — французький фристайліст. Чемпіон зимових Олімпійських ігор 2014 року у скі-кросі.